# Toussaint du Breil de Pontbriand
Toussaint du Breil, vicomte de Pontbriand, né le 2 septembre 1776 à Dinan et mort le 2 février 1844 à Saint-Lormel, est un militaire français. Pendant la Révolution française, il devient un chef chouan, actif dans les environs de Vitré, puis de Dinan. Sous la Restauration, il est élevé au grade de colonel dans l'armée française et participe à l'expédition d'Espagne. 
Il est l'auteur de mémoires, qui constituent la principale source sur la chouannerie dans les régions de Fougères et de Vitré du point du vue des royalistes.

## Biographie
Toussaint Marie du Breil de Ponbriand est né le 2 septembre 1776 en l'hôtel de Pontbriand à Dinan, 4e fils de Joseph Victor du Breil, comte de Pontbriand, et d'Agathe du Plessis de Grenédan, il est issu d'une famille de 8 enfants de la noblesse chevaleresque de Bretagne : la famille du Breil. Il épouse le 2 septembre 1796 Colette Appoline Marie Picquet du Boisguy, née le 23 mars 1775 à Fougères qui fut condamnée à mort sous la révolution et suivit l'armée vendéenne, avec sa mère, dans la fameuse Virée de Galerne au nord de la Loire. Elle échappera à la peine capitale et décédera le 21 octobre 1838 à Pluduno
Toussaint aurait été recruté dans l'Association bretonne de la Rouërie, âgé de quatorze ans. À la suite d'une dénonciation, il est obligé d'émigrer à la fin de l'année 1791. Il rentre en France le 25 décembre 1792 et arrêté en débarquant près de Dol-de-Bretagne, incarcéré au château de Saint-Malo, puis, dans la tour Solidor à Saint-Servan, il est condamné à mort après huit mois de détention, il s'évade grâce à la complicité d'un gardien ému par son jeune âge. Mais il fut contraint de s'engager, sous le nom de Lebreton, dans l'armée républicaine au 4e régiment de hussards. Démobilisé sur le front de l'Est, il retraverse la France et rejoint les chouans de Saint-Ouën-des-Toits en 1795, il deviendra officier chouan, colonel d'infanterie, puis d'état-major. 
D'abord chargé de remplacer les frères Cottereau, dans le Bas-Maine, il réorganise les paroisses du nord-ouest de la Mayenne, nommé chef du canton Argentré-du-Plessis en mai 1795. Il devient avec Henri du Boishamon le principal lieutenant d'Alexis du Bouays de Couësbouc au sein de l'Armée catholique et royale de Rennes et de Fougères. 
Le 30 juin 1795, avec 2 compagnies de La Croixille et de Bourgon, il ne put empêcher un détachement républicain de 600 hommes de passer à La Gravelle pour se rendre dans le Morbihan, mais livra de nombreux combats victorieux en Bretagne. 
Il réunit les compagnies de Bourgon, du Bourgneuf, de La Croixille et de Saint-Ouën-des-Toits le 22 juillet 1795. À la fin de janvier 1796, il repoussa de Juvigné une colonne républicaine de 400 hommes. 
Nommé lieutenant-colonel le 10 mars 1796, il prit part durant cette période aux combats nombreux et meurtriers livrés par les divisions de Fougères et de Vitré, par exemple au combat du Pont de Cantache, puis au combat de Pocé, sous les ordres du général Aimé Picquet du Boisguy.
Il rentra dans ses foyers en Bretagne à la pacification de 1796.
Il reprit les armes en septembre 1799, fut nommé le 2 octobre, colonel chef de division de l'arrondissement de Dinan, il leva une légion nombreuse, avec laquelle il tint la campagne jusqu'à la fin de l'insurrection. Après les derniers combats, livrés dans le montagnes du Menez, il signa lui-même le 19 février 1800, une convention honorable qui garantissait ses soldats de toutes poursuites et assurait aux prêtres insermentés toutes libertés du culte.
Il refusa, comme Boisguy, les offres du premier consul, d'intégration, à une arme de son choix, dans l'armée de la République
Il se retire dans son château de la Ville-Robert en Saint-Lormel et reçut la croix de chevalier de Saint-Louis, le 7 septembre 1814.
Il reprit du service lors des événements de 1815, puis, lorsque l'occupation étrangère pesa sur la France, il conclut une convention avec le baron général Wangler, d'après laquelle les troupes prussiennes ne dépasseront pas les limites des cantons occupés par les troupes royalistes. Chargé par ordonnance en novembre 1815, de former et de commander la légion des Côtes-du-Nord (qui deviendra le 12e régiment d'infanterie), qu'il organisa remarquablement, il est nommé le 29 décembre 1816 dans le Jura, colonel d'état-major, puis colonel-lieutenant du Roi aux îles d'Hyères, puis à l'île de Ré.
Il rentra dans ses foyers en décembre 1817.
Il demanda à reprendre du service lors de la guerre d'Espagne de 1823, dans l'armée des Pyrénées, chargé par le duc de Reggio du commandement militaire de Tolède, où il réussit à maintenir l'ordre, malgré les passions populaires exacerbées. À l'issue de cette campagne, Il reçut la croix de la Légion d'honneur et celle de commandeur de l'Ordre de Saint-Ferdinand d'Espagne. Il est alors nommé gouverneur de l'île de León, près de Cadix, poste où il restera jusqu'à la fin de l'occupation française. Il embarque à Cadix, le 5 mai 1828, à bord de "la Truite", pour rentrer définitivement en France. 
Il prend alors sa retraite, dans son château de la Ville-Robert, où il écrira ses mémoires, dont quelques sources proviennent en partie de notes écrites par ses compagnons d'armes et notamment Boisguy. Il meurt le 20 février 1844 à la Ville-Robert, en Saint-Lormel, enterré au cimetière de Pluduno (22).
Le vicomte et la vicomtesse de Pontbriand avaient eu de leur mariage, 9 enfants :
1. Edmond Toussaint Marie du Breil de Pontbriand, né le 28 juin 1797, mort le 2 juillet 1851
2. Camille Marie Mériadec du Breil de Pontbriand, né le 28 juillet 1788, mort le 6 avril 1860
3. Isidore Marie du Breil de Pontbriand, né le 3 février 1801, mort le 6 juin 1825
4. Joséphine Marie Céleste du Breil de Pontbriand, née le 9 juillet 1802, morte le 1er juin 1875
5. Victor Marie Joseph du Breil de Pontbriand, né le 3 septembre 1803, mort le 24 janvier 1873
6. Bonne Marie  Angélique du Breil de Pontbriand, née le 6 juin 1805,  morte le 16 janvier 1882
7. Frédéric Louis Marie du Breil de Pontbriand, né le 18 avril 1807, mort le 14 mars 1868
8. Stanislas Marie Louis du Breil de Pontbriand, né le 27 novembre 1808, mort le 28 août 1869
9. Rosalie Marie Charlotte du Breil de Pontbriand, née le 6 août 1812, morte le 11 octobre 1820

## Sources